# Mount Sullivan
Mount Sullivan ist ein 2070 m hoher Berg im Palmerland auf der Antarktischen Halbinsel. Er ragt 195 km östlich des nördlichen Teils der Eternity Range auf.
Der Berg liegt in jenem Gebiet, das der australische Polarforscher Hubert Wilkins 1928 und sein US-amerikanisches Pendant Lincoln Ellsworth 1935 überflogen hatten. Die erste Kartierung geht auf Teilnehmer der British Graham Land Expedition (1934–1937) unter der Leitung des australischen Polarforschers John Rymill zurück. Luftaufnahmen entstanden 1940 bei der United States Antarctic Service Expedition (1939–1941) sowie 1947 bei der US-amerikanischen Ronne Antarctic Research Expedition (1947–1948). Finn Ronne, Leiter letzterer Expedition, benannte ihn nach Col. H. R. Sullivan von der Abteilung für Forschung und Entwicklung der United States Army Air Forces, welche Ronnes Forschungsreise mit Ausrüstung ausgestattet hatte.